# Чильчес
Чильчес (ісп. Chilches, валенс. Xilxes) — муніципалітет в Іспанії, у складі автономної спільноти Валенсія, у провінції Кастельйон. Населення — 2894 особи (2010).

## Географія
Муніципалітет розташований на відстані близько 310 км на схід від Мадрида, 27 км на південний захід від міста Кастельйон-де-ла-Плана.
На території муніципалітету розташовані такі населені пункти: (дані про населення за 2010 рік)
- Чильчес: 2335 осіб
- Плая-де-Чильчес: 559 осіб

## Демографія
Динаміка населення (INE ):

## Галерея зображень

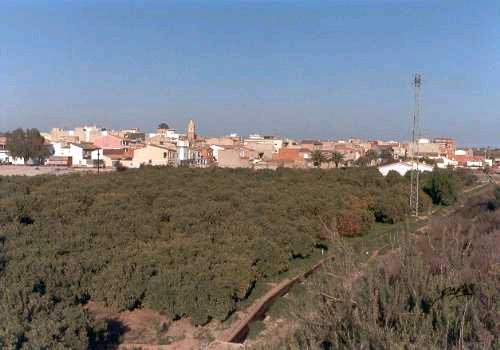
Панорама
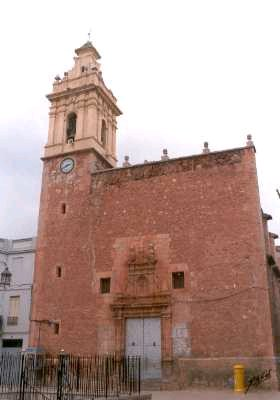
Парафіяльна церква